# Ero gemelosi
Ero gemelosi là một loài nhện trong họ Mimetidae.
Loài này thuộc chi Ero. Ero gemelosi được miêu tả năm 1984 bởi Baert & Maelfait.